# أمن المركبات
يشير مصطلح أمن المركبات إلى فرع من فروع علم أمن الحاسوب يختص بدراسة المخاطر السيبرانية التي تنطوي عليها الأنظمة الإلكترونية في المركبات. أدى تزايد عدد وحدات التحكم الإلكتروني المُستخدمة في المركبات، إلى جانب توظيف عدة وسائل للتواصل مع المركبات لاسلكيًا عن بعد، إلى ضرورة إنشاء فرع جديد من فروع أمن الحاسوب يهتم بالتعامل مع التهديدات السيبرانية التي تستهدف المركبات. ولا ينبغي الخلط بين هذا المفهوم وبين أمان المركبات، إذ إن الأخير يهتم بالحد من عواقب حوادث المركبات وطرق الوقاية منها.

## الأسباب
ظهرت وحدات التحكم الإلكتروني المتعددة في المركبات في أوائل سبعينيات القرن العشرين بفضل تقدم صناعة الدوائر المتكاملة والمعالجات الدقيقة التي جعلت صناعة وحدات التحكم الإلكتروني على مستوى هائل أمرًا مجديًا من ناحية اقتصادية. ومنذ ذلك الحين تزايد عدد دوائر التحكم الإلكتروني في المركبات حتى وصل إلى 100 وحدة لكل مركبة. تتحكم تلك الوحدات في الوقت الراهن بكل وظائف المركبات تقريبًا بما يشمل الوظائف البسيطة مثل تشغيل مساحات الزجاج، والوظائف المتعلقة بالأمان مثل المكابح الكهربائية ونظام منع انغلاق المكابح (الإيه بي إس). تعتمد القيادة الذاتية كذلك بشدة على وحدات تحكم إلكتروني مُعقدة مثل أنظمة مساعدة السائق المتقدمة إلى جانب المستشعرات الإلكترونية (مثل الليدار والرادار) ووحدات التحكم بها.
تتصل وحدات التحكم داخل المركبات ببعضها عن طريق كابلات أو شبكات اتصال لاسلكية مثل موصل كان، أو موصل موست، أو نظام فليكس راي، أو أنظمة موجات الراديو التي تستخدم في عدة تطبيقات لأنظمة مراقبة ضغط الإطارات. والجدير بالذكر أن معظم تلك الوحدات الإلكترونية تتطلب استقبال البيانات القادمة من المستشعرات عبر تلك الشبكات حتى تعمل بشكل صحيح، فهي تستعين بتلك البيانات للتحكم بسلوك المركبة. ومن بين الأمثلة على ذلك جهاز مثبت السرعة الذي يتحكم بسرعة المركبة وفقًا للإشارات التي تصله من الزر الموجود على عجلة القيادة عادةً.
منذ تطور تقنيات التواصل اللاسلكي زهيدة الثمن مثل البلوتوث، والإل تي إي، والواي فاي، ورقاقات الراديو اللاسكية وما يماثلها، شرع مصممي المركبات وصناع المعدات الأصلية في توظيف تلك التقنيات بهدف تحسين تجربة السائق والركاب. ومن بين الأمثلة على مدى اقتران المركبات بالأجهزة الإلكترونية الخارجية (والإنترنت في بعض الأحيان): أنظمة أمان المركبات مثل أون ستار من إنتاج جنرال موتورز، ووحدات التحكم والتتبع عن بعد، ونظم التحكم بمكبر صوت المركبة عبر الهاتف الذكي عن طريق البلوتوث مثل «أندرويد أوتو» و«كار بلاي»، وأنظمة الغلق الإلكتروني عن بعد. وعلاوة على ذلك ازدادت واجهات الاتصالات قصيرة المدى وبعيدة المدى حجمًا في المركبات بصفة ملحوظة منذ عام 2016 بفضل تطوير تكنولوجيا اتصال المركبات بكل شيء (V2X) وتوظيفها في بعض المركبات التجارية.
على الرغم من أن توظيف التكنولوجيات والأجهزة الحديثة في المركبات أدى إلى زيادة الأمان وتحسين تجربة قيادة المركبات، فقد أدى العدد الهائل من وحدات الاتصال الخارجية داخل كل مركبة إلى زيادة فرص الهجوم الإلكتروني على المركبات. إذ إن وحدات التحكم الإلكتروني داخل المركبات قادرة على تعديل سلوك المركبة، لذا فمن الضروري أخذ الاحتياطات اللازمة لضمان عدم قدرة المهاجم على التحكم بالأنظمة الحرجة داخل السيارة. نظرًا إلى تلك العوامل حاز مفهوم أمن المركبات بأهمية كبيرة في مجال تصميم المركبات في العقد الماضي أو السنوات الخمسة عشر الأخيرة.

## مثال حي على خطر اختراق المركبات
زعم عالم الحاسوب تشارلي ميلر أنه تمكن من اختراق سيارة من طراز جيب شيروكي بنجاح واستطاع أن يتحكم بها بشكل كامل. تمكن ميلر من التحكم بسرعة السيارة ودرجة الحرارة وأي شيء يمكن التحكم به بواسطة الحواسيب عبر اختراق السيارة.
تمكن ميلر من اختراق نظام التحكم عن طريق توصيل رقاقة مُبرمجة مُسبقًا بمنفذ شبكة المتحكمات (موصل كان). واستطاع أن يرسل إشارات عشوائية إلى موصل الكان بفضل زرع الرقاقة داخل الشبكة. نبه ميلر بصفة خاصة حول خطورة موصل الكان الذي يبث الرسائل على صورة إشارات يمكن لأي مخترق متصل بنفس الشبكة أن يلتقطها.
تمكن ميلر من التحكم بالمركبة عن بعد عبر التلاعب بنظام التحكم دون الحاجة إلى لمس السيارة. ويزعم ميلر أنه بوسعه التحكم بعدد يصل إلى 1.4 سيارة في الولايات المتحدة بصرف النظر عن مكان السيارة أو بعدها، وأن كل ما يحتاجه لاختراقها هو أن ينتظر راكب السيارة حتى يشغلها.